# Cook codec
le cook codec est un algorithme de compression audio avec perte développé par RealNetworks. Il est aussi connu sous les noms de cooker, gecko, RealAudio G2, et RealAudio 8 low bitrate (RA8LBR). Il est utilisé notamment dans le format RealAudio, utilisé par le logiciel RealPlayer.